# Alta Vienne
L'Alta Vienne o Alta Vienna (in francese Haute-Vienne) un dipartimento francese della regione Nuova Aquitania. Il territorio del dipartimento confina con i dipartimenti della Creuse a est, della Corrèze a sud-est, della Dordogna a sud-ovest, della Charente a ovest, della Vienne a nord-ovest et dell'Indre a nord.
Le principali città, oltre al capoluogo Limoges, sono Bellac, Saint-Junien, Saint-Yrieix-la-Perche e Rochechouart.

## Storia

### Simboli
Lo stemma del dipartimento dell'Alta Vienne si blasona: